# Mouvement pour la démocratie en Algérie
Le Mouvement pour la démocratie en Algérie est un parti politique algérien créé en 1982 par l'ancien président algérien Ahmed Ben Bella et légalisé en 1990.
Il participe aux élections législatives de 1991 sans obtenir de résultats probants.
Le 10 juin 1997, le MDA est dissous par le tribunal d'Alger. 